# Lý Khắc Ninh
Lý Khắc Ninh (giản thể: 李克宁; phồn thể: 李克寧, ? - 25 tháng 3 năm 908) là em trai của quân phiệt Lý Khắc Dụng vào những năm cuối của nhà Đường. Sau khi Lý Khắc Dụng qua đời, Lý Tồn Úc kế tập, Lý Khắc Ninh thoạt đầu làm quân sư cho Lý Tồn Úc, song sau đó ông nghe theo ý vợ là phu nhân Mạnh thị mà âm mưu soán vị. Khi âm mưu bị bại lộ, ông bị Lý Tồn Úc giết chết.

## Thân thế
Lý Khắc Ninh là em trai út của Lý Khắc Dụng Cha ông là tướng người Sa Đà Lý Quốc Xương, Quốc Xương vốn mang danh tính là Chu Da Xích Tâm nhưng sau được ban cho họ Lý của hoàng tộc Đường và tên gọi Quốc Xương, Lý Khắc Ninh được mô tả là người nhân hiếu, có đức hạnh nhất trong số các anh em.

## Phụng sự Lý Khắc Dụng
Khi Lý Khắc Dụng nổi dậy chống lại Đại Đồng (大同, trị sở nay thuộc Đại Đồng, Sơn Tây) Quan sát sứ Đoàn Văn Sở (段文楚) vào năm 878, Lý Khắc Ninh theo anh khởi binh và đảm nhậm chức vụ Phụng Thành quân sứ. Khi đối thủ của Lý Khắc Dụng là Hách Liên Đạc tiến công căn cứ của quân Sa Đà tại Hoàng Hoa (黃花, nay thuộc Sóc Châu, Sơn Tây), Lý Kế Ninh đăng thành huyết chiến, sau đó tham gia trấn thủ Úy châu (蔚州, nay thuộc Trương Gia Khẩu, Hà Bắc). Sau, Lý Khắc Dụng chiến bại và buộc phải chạy đến chỗ người Đạt Đát, tức khu vực Âm Sơn. Năm 881, Lý Khắc Dụng rời khỏi Đạt Đát để giúp triều đình trấn áp khởi nghĩa Hoàng Sào, Lý Khắc Ninh nằm trong đội quân này; ông tiếp tục theo anh trong các chiến dịch chống lại Hoàng Sào.
Năm 883, Đường Hy Tông bổ nhiệm Lý Khắc Dụng làm Tiết độ sứ vì lập được đại công trong việc trấp áp loạn Hoàng Sào, sau đó Lý Khắc Ninh được bổ nhiệm là Thứ sử Liêu châu (遼州, nay thuộc Tấn Trung, Sơn Tây), và sau đó chuyển sang làm Phòng ngự sứ Vân châu (雲州, nay thuộc Đại Đồng, Sơn Tây). Đầu những năm Càn Ninh (894-898) thời Đường Chiêu Tông, Lý Khắc Ninh được bổ nhiệm là Thứ sử Hãn châu (忻州, nay thuộc Hãn Châu, Sơn Tây). Ông phụng sự Lý Khắc Dụng khi Lý Khắc Dụng đánh bại Tĩnh Nan (靜難, trị sở nay thuộc Hàm Dương, Thiểm Tây) Tiết độ sứ Vương Hành Du vào năm 895, do lập được quân công nên được bổ nhiệm giữ chức Tư đồ.
Năm 902, thủ phủ Thái Nguyên của Hà Đông bị Tuyên Vũ (宣武, trị sở nay thuộc Khai Phong, Hà Nam) Tiết độ sứ Chu Toàn Trung bao vây; khi đó Lý Khắc Ninh vừa rời Thái Nguyên trở về Hãn châu, song khi hay tin Chu Toàn Trung tiến công, ông đã trở lại Thái Nguyên và tuyên bố: "Thành này là nơi ta chết. Ta có thể đi đến nơi nào khác?". Lý Khắc Ninh đã giúp giữ vững sĩ khí cho binh lính, kết quả là thành đã giữ được.
Đầu những năm Thiên Hựu (904-919), Lý Khắc Ninh trở thành Nội ngoại Phiên-Hán đô tri binh mã sứ, giữ chức Thái bảo, Chấn Vũ (振武, trị sở nay thuộc Sóc Châu, Sơn Tây) Tiết độ sứ, có thể tự quyết định các vấn đề quân sự và chính trị.
Năm 908, Tấn vương Lý Khắc Dụng lâm bệnh nặng, giao phó Lý Tồn Úc cho Lý Khắc Ninh, Trương Thừa Nghiệp (張承業), Lý Tồn Chương, Ngô Củng (吳珙), và Lô Chất (盧質), trước khi qua đời vào ngày 23 tháng 2.

## Sau khi Lý Khắc Dụng qua đời
Tiếp đó, Lý Khắc Ninh vẫn duy trì kỷ luật trong quân đội, không ai dám tạo ra xáo trộn. Trong khi đó, các quan lại và tướng sĩ không kính trọng Lý Tồn Úc- khi đó mới 22 tuổi, và họ liên tục bình phẩm. Lý Tồn Úc lo sợ nên đã giao quyền chỉ huy quân đội cho Lý Khắc Ninh, song Lý Khắc Ninh từ chối, nói rằng Tồn Úc mới là người kế nhiệm hợp pháp. Theo ý của Lý Khắc Ninh và Trương Thừa Nghiệp, Lý Tồn Úc xưng là Tấn vương, Hà Đông Tiết độ sứ.
Lý Khắc Dụng có nhiều con nuôi làm quan cho Tấn, nhiều người họ lớn tuổi hơn và có tài năng quân sự hơn Lý Tồn Úc, do đó cũng không phục Lý Tồn Úc. Nhiều người từ chối đến yết kiến, và một số từ chối khấu đầu. Một trong số họ là Lý Tồn Hạo (李存顥) cố gắng thuyết phục Lý Khắc Ninh đoạt lấy quyền chỉ huy, song Lý Khắc Ninh từ chối lời đề nghị và thậm chí còn đe dọa xử tử Lý Tồn Hạo. Tuy nhiên, Lý Tồn Hạo và một số con nuôi của Lý Khắc Dụng đã nhờ vợ đến thuyết phục vợ của Lý Khắc Ninh là Mạnh thị. (Mạnh phu nhân là em gái của Mạnh Tri Tường, nguyên là quan của Tấn và sau trở thành hoàng đế khai quốc của Hậu Thục.) Mạnh phu nhân thuận theo và bà thúc giục Lý Khắc Ninh, khiến quyết tâm của Lý Khắc Ninh lay chuyển. Hơn nữa, ông cũng bất đồng quan điểm với Trương Thừa Nghiệp và Lý Tồn Chương, thường xuyên xảy ra tranh luận. Sau đó, Lý Khắc Ninh giết chết Đô ngu hậu Lý Tồn Chất (李存質), mà không được sự chấp thuận của Lý Tồn Úc. Ông cũng yêu cầu được giữ chức Tiết độ sứ Đại Đồng và được Lý Tồn Úc chấp thuận.
Mặc dù vậy, Lý Tồn Hạo sau đó lên kế hoạch cụ thể, được Lý Khắc Ninh chấp thuận không chính thức, theo đó sẽ bắt Lý Tồn Úc khi Tồn Úc đến phủ của Lý Khắc Ninh, rồi giải Lý Tồn Úc và mẹ là Tào thái phu nhân đến chỗ hoàng đế Hậu Lương, đoạt lấy Hà Đông. Lý Khắc Ninh gặp Sử Kính Dung (史敬鎔) để thuyết phục người này tham gia vào âm mưu và giám sát Lý Tồn Úc. Sử Kính Dung giả bộ chấp thuận, song sau đó đã báo lại cho Lý Tồn Úc. Lý Tồn Úc gặp Tào thái phu nhân và Trương Thừa Nghiệp, thoạt đầu Tồn Úc muốn từ nhiệm để tránh xung đột, song Trương Thừa Nghiệp đã thuyết phục Tồn Úc chống lại chú mình. Trương Thừa Nghiệp cũng lệnh cho Lý Tồn Chương, Ngô Củng, Lý Tồn Kính (李存敬) và Chu Thủ Ân (朱守殷) chuẩn bị chống lại Lý Khắc Ninh.
Vào ngày 25 tháng 3 năm 908, Lý Tồn Úc tổ chức tiệc trong phủ của mình, tất cả quan lại cao cấp đều đến tham dự. Tuy nhiên, Lý Tồn Úc đã cho binh sĩ phục kích từ trước, và trong bữa tiệc, họ đã tiến ra bắt giữ Lý Khắc Ninh và Lý Tồn Hạo. Lý Tồn Úc khóc lóc, nói với Lý Khắc Ninh:

Cháu ban đầu đã nhượng quân phủ cho chú, chú không nỡ bỏ di mệnh của tiên nhân. Nay, sự đã định, sao lại nỡ lòng đem me con cháu trao cho lũ hổ sói, chú sao lại nhẫm tâm làm vậy?

Lý Khắc Ninh rớt nước mắt đối lại:

Đó đều là do lũ xàm phu ly gián, ta nói được gì đây?

Hôm đó, Lý Tồn Úc xử tử Lý Khắc Ninh và Lý Tồn Hạo.